# Boreale Zone

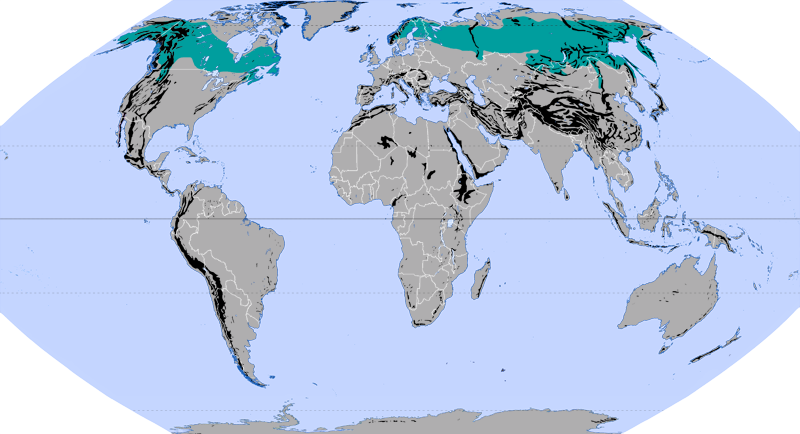
Boreale Zone

Die boreale Zone ist eine der neun weltumspannenden Ökozonen nach J. Schultz. Sie nimmt heute etwa 13,1 % der irdischen Landoberfläche ein. Anfang des 21. Jahrhunderts sind davon noch etwa 70 % in einem weitgehend naturnahen Zustand.
Ihre Ausdehnung deckt sich in etwa mit der kaltgemäßigten Klimazone. Nach der vorherrschenden Vegetation kann sie weiter in die Landschaftstypen Waldtundra und Borealer Nadelwald untergliedert werden.
Die Übergänge zwischen den Klimazonen sind in Wirklichkeit fließend, so dass eine exakte Ausdehnung – wie auf der Karte gezeichnet – faktisch nicht festgelegt werden kann. Diese Tatsache wird verständlich, wenn man vergleichbare geozonale Modelle heranzieht, die zum Teil deutlich abweichen. Man betrachte dazu beispielsweise das vergleichbare boreale Zonobiom auf der Karte der Zonobiome nach Walter und Breckle oder die FAO Ecozones.
Im Norden endet die boreale Zone an der polaren Waldgrenze mit der Waldtundra, bevor sie in die Polare/Subpolare Ökozone übergeht. Im Süden grenzen die gemäßigten Laub- und Mischwälder der feuchten Mittelbreiten oder die Steppen der trockenen Mittelbreiten an. Das Ökosystem der borealen Zone umfasst die größten zusammenhängenden Wälder der Erde und erstreckt sich über etwa 2 Milliarden Hektar.
Die Bezeichnung boreale Zone ist abgeleitet von griechisch βορέας boreas, was „Norden“ bedeutet und zugleich auf Boreas verweist, den griechischen Gott des winterlichen Nordwinds.

## Verbreitung

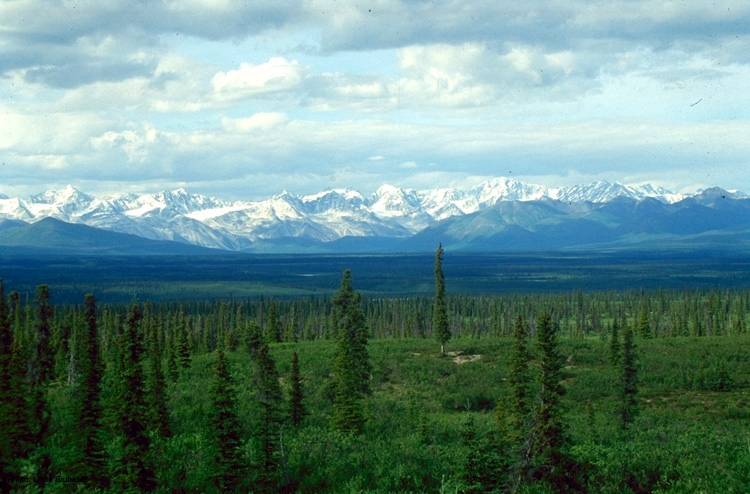
Boreale Waldgrenze mit Picea glauca in Alaska

Die boreale Zone umspannt die Nordhalbkugel der Erde recht gleichmäßig mit einem etwa 700 bis 2.000 Kilometer breiten Band. In Eurasien erstreckt sie sich von Norwegen quer durch Sibirien bis nach Kamtschatka, in Nordamerika von Alaska quer durch Kanada bis nach Neufundland. Jeweils an den Westseiten der Kontinente, also in Norwegen und an der nordamerikanischen Pazifikküste, ist die Lage durch warme Meeresströme weiter nach Norden geschoben als an den Ostküsten.
Nach Norden begrenzt die polare Baumgrenze die boreale Zone, die allerdings keine scharfe Trennlinie ist, sondern ein mehrere dutzend Kilometer breites Ökoton. Die Wälder werden dort immer lichter, Wald und Tundra wechseln sich mosaikartig ab und bilden die sogenannte Waldtundra, bis die baumlose Tundra anschließt. Klimatisch fällt der nördliche Rand der borealen Zone ungefähr mit der 10-°C-Juli-Isotherme zusammen. Auf der Taimyrhalbinsel in Russland reicht die boreale Zone bis 70° N, an der Hudson Bay geht sie schon bei 55° N in die Tundra über.
Südwärts schließen sich die Mittelbreiten an, die je nach Regenmenge als Wald oder Steppe ausgeprägt sein können. Auch hier kommt der Übergang nicht abrupt, sondern Nadelwald und Laubwald oder Nadelbäume und waldfreie Steppe gehen ineinander über. Ungefähr sechs Monate muss die Vegetationsperiode dauern, damit man von der kühlgemäßigten Zone spricht: Nördlich davon, in der borealen Zone, dauert, plakativ gesprochen, der Winter länger als der Sommer. Nach Treter fällt die Südgrenze der borealen Zonen ungefähr mit der 18-°C-Juli-Isotherme zusammen.
Auf der Südhalbkugel liegen Gebiete, die klimatisch vergleichbar wären, fast ausschließlich im Meer. Im äußersten Süden von Südamerika und Neuseeland sowie auf den subantarktischen Inseln gibt es einige Ähnlichkeiten, doch die Unterschiede in Klima und Ökologie sind so groß, dass man dort nicht von einer borealen Zone spricht.

### Boreomontan
Die boreale Zone und die Gebirgsregionen der kühlgemäßigten Zone werden zusammengefasst als boreomontan bezeichnet. Da ebenso wie die boreale Zone auch die höheren Bergregionen der kühlgemäßigten Zone ursprünglich fast vollständig von Nadelwald bedeckt waren, mit zahlreichen klimatischen und ökologischen Übereinstimmungen sowie gemeinsamen Floren- und Faunenelementen, wurde der Begriff „boreomontan“ geprägt, um die Gemeinsamkeiten der beiden räumlich voneinander getrennten Nadelwaldregionen zu benennen.

### Verschiebung durch den Klimawandel
Die Grenzen der borealen Zone wandern nach Norden, die der boreomontanen Zone in höhere Lagen. Dies zeigen Klimamodelle und Feldbeobachtungen, nach denen an der südlichen Grenze der Taiga der Anteil der Laubgehölze zunimmt.

## Klima

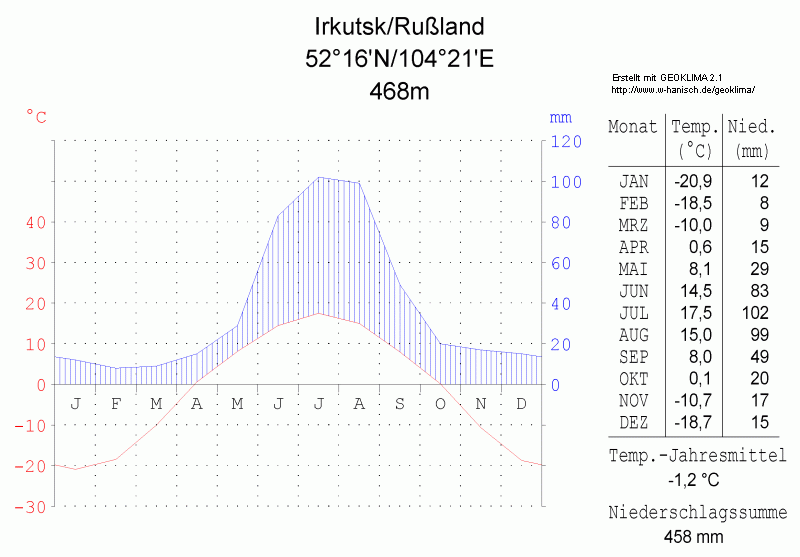
Klimadiagramm von Irkutsk

Das kaltgemäßigte Klima ist charakterisiert durch lange, kalte Winter und kurze, mäßig warme Sommer. Die Temperaturen erreichen Minimalwerte bis zu −40 °C im Winter im Inneren der Kontinente (bis −70 °C im kontinentalen Ostsibirien) und steigen im Sommer während zwei bis drei Monaten auf Mitteltemperaturen über 10 °C. Ganz wesentlich wird das Klima durch die arktische Kaltluft bestimmt – im Winter liegt die Arktikfront oft an der Südgrenze der borealen Zone, während im Sommer wärmere Luftströmungen von Pazifik oder Atlantik bestimmend sind. Die Vegetationsperiode dauert meist vier bis fünf Monate. Kürzer noch, aber auch wärmer, sind die Sommer im kontinentalen Klima; unter ozeanischem Einfluss ist der Sommer zwar länger, aber bleibt auch kühler. Bleibt die Durchschnittstemperatur unter 0 °C, bildet sich Permafrostboden; die Grenze des Permafrosts fällt allerdings nicht mit der Grenze der borealen Zone zusammen.
Die Niederschläge schwanken im Mittel in den meisten Gegenden zwischen 250 und 500 Millimetern, was zunächst recht wenig erscheint. Aufgrund der geringen Verdunstung herrscht jedoch fast nie ein Mangel an Wasser (humides Klima). Dazu kommt, dass tauender Schnee noch lange Wasser nachliefert und auf Permafrostböden Wasser nicht versickern kann. Der Regen überwiegt gegenüber den Schneeanteilen gewöhnlich leicht, die Schneedecke bleibt bis zu sieben Monate liegen.
Während der Sommerzeit herrschen Langtags- bis Dauertagsbedingungen. Die Tageslängen erreichen dabei zur Zeit des Sommersolstitiums an der Südgrenze 16 und an der Nordgrenze 24 Stunden. Somit kann die geringe Intensität der Sonneneinstrahlung wenigstens für einige Zeit ausgeglichen werden. Die Lufttemperatur bleibt trotzdem sehr niedrig, da die Energie aufgebraucht wird, um Schnee und Eis abzuschmelzen.
Die Temperaturunterschiede zwischen einzelnen Regionen innerhalb der borealen Zone können aufgrund unterschiedlicher Kontinentalität oder Ozeanität sehr hoch sein. Der kaltkontinentale Klimatyp, der z. B. in der sibirischen Taiga vorkommt, steht für außerordentlich kalte Winter, bei denen die Temperatur bis auf −70 °C absinken kann. Dem gegenüber stehen relativ warme, kurze Sommer mit Temperaturmaxima von +30 °C. Die Jahresmitteltemperatur ist dort mit −10 °C sehr niedrig. Diese kontinentalen Stellen der borealen Zone weisen die höchsten Temperaturamplituden auf. Der kaltozeanische Klimatyp, z. B. aus dem südlichen Alaska oder aus Norwegen, weist hingegen etwas kühlere Sommer, aber auch mildere Winter auf. Die Temperaturamplituden sind hier nicht so hoch, die Jahresmitteltemperaturen höher. Die Schneemächtigkeit und allgemein die Niederschläge fallen hier höher aus.
Kleinräumige Mikroklimate können auch großen Einfluss auf das Ökosystem haben. Schon geringe Hangneigungen verändern die Strahlungsbilanz bei den vorherrschenden niedrigen Sonnenständen erheblich und führen zu unterschiedlichen Bedingungen an Nord- und Südhängen.

### Boreale Brände
Die riesigen borealen Wälder der nördlichen Hemisphäre von Skandinavien über Sibirien, Alaska und Kanada bedecken ein Zehntel der Landfläche der Erde. Sie halten aber ein Drittel des Kohlenstoffs der Erde, der hauptsächlich in organisch reichen Böden und in Bäumen gespeichert ist.
In diesen Wäldern bedeutet das kalte Klima und der oft nasse Boden, dass heruntergefallene Baumrinde, Nadeln und andere tote organische Stoffe lange brauchen, um sich zu zersetzen. Dies hat es den Böden (bis zu mehrere Meter Höhe) ermöglicht, Kohlenstoff über Tausende von Jahren anzusammeln. Dadurch entstanden riesige Kohlenstoffvorräte, die, wenn sie austrocknen und brennen, riesige Mengen an Kohlenstoff freisetzen können.
Ein Waldbrand in der borealen Zone setzt 10- bis 20-mal mehr Kohlenstoff frei als ein Feuer ähnlicher Größe in einem anderen Ökosystem, wo hauptsächlich Blätter und Äste verbrennen, der Boden aber zu wenig Kohlenstoff enthält, um brennen zu können.
Diese borealen Wälder brannten in der Vergangenheit nur einmal in 100 Jahren, manchmal seltener. In den letzten etwa 6.000 Jahren war die Beziehung zwischen Kohlenstoffaufnahme und -freisetzung annähernd stabil, die borealen Wälder dienten global als Kohlenstoffsenke.
Die globale Erwärmung, die in den hohen Breiten der nördlichen Hemisphäre besonders ausgeprägt ist, bedroht dieses Gleichgewicht. Steigende Temperaturen haben die Brandsaison verlängert und die Häufigkeit und Heftigkeit von Waldbränden erhöht. Es gibt immer mehr Hinweise darauf, dass mit kürzer werdenden Intervallen zwischen den Bränden mehr Kohlenstoff aus organischen Böden in borealen Wäldern freigesetzt wird, als diese Ökosysteme wieder aufnehmen können.

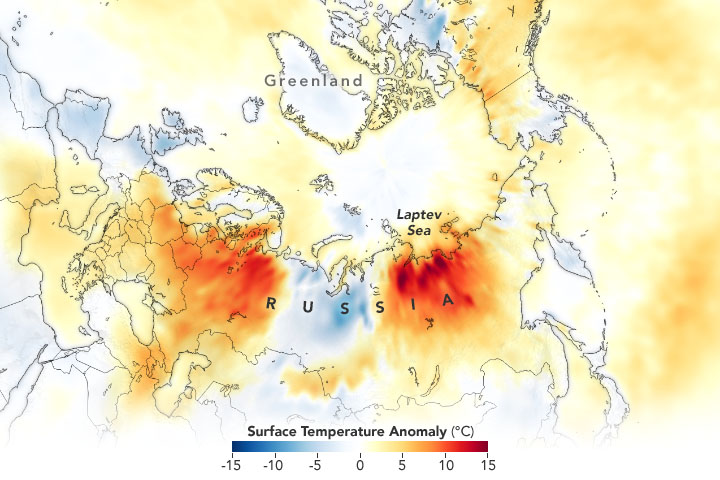
Wärmeanomalie 18. – 25. Juni 2021 der Oberflächentemperaturen in Sibirien und Osteuropa, NASA

Die neue Studie um das Forscherteam um Bo Zheng of Tsinghua University in China zeigte einen signifikanten Anstieg der Emissionen von borealen Bränden in den letzten zwei Jahrzehnten, meist einen Kohlenstoff-Ausstoß von 100 bis 300 Millionen Tonnen pro Jahr. Besonders dramatisch war das Jahr 2021 mit einem Kohlenstoff-Ausstoß von mehr als 450 Millionen Tonnen. Während Feuer in diesen Wäldern in der Regel etwa 10 Prozent der weltweiten Kohlendioxidemissionen aus Bränden verursachen, waren es im Jahr 2021 bereits 23 Prozent. Im Sommer 2021 hatte die gesamte boreale Zone unter einer schweren Dürre gelitten, mit erheblichen Regendefiziten und starken Winden. Hitzewellen in Osteuropa und Sibirien verursachten 2021 auf einer Gesamtfläche von 42.000 Quadratkilometern 252 Wald- und Torfbrände. Diese „Feuerwetter“ ließen die Wälder ausdörren und ermöglichten den Flächenbrand rund um die Welt.
Wenn sich dieser Trend fortsetzt, könnte der boreale Wald sehr bald zur dominierenden Quelle globaler Emissionen aus der Verbrennung von Biomasse werden.

## Boden
Weite Landschaften der borealen Zone werden von alten Kontinentalschilden gebildet, die seit langer Zeit keine Veränderungen durch Plattentektonik oder Vulkanismus erlebt haben. Durch die langandauernde Erosion ist die Reliefenergie gering, Ebenen und flache Hügelländer dominieren. Die Gesteine liefern bei Verwitterung saure, nährstoffarme Böden. Jüngeren Datums sind in Nordamerika die Rocky Mountains, in Asien das ostsibirische Gebirgsland. Während der Eiszeiten waren weite Teile von Gletschern bedeckt und wurden oberflächlich durch die Eisbewegungen geformt, die Bodenbildung setzte also erst vor vergleichsweise kurzer Zeit ein.
In den trockeneren kontinentalen Gebieten, etwa in Mittel- und Ostsibirien, dominieren mineralische Permafrostböden (Cryosole). Der Unterboden ist permanent gefroren, während der Oberboden im Sommer bis in unterschiedliche Tiefen auftaut. Durch die Ausdehnung beim Gefrieren bilden sich Erhebungen; taut der Boden, bilden sich Senken. Durch die regelmäßigen Bodenbewegungen (Kryoturbation) bilden sich Eiskeile und Frostmusterböden, wie sie ausgeprägter noch in der Tundra vorkommen. Ob sich ein Permafrostboden bildet oder wie tief der Boden auftaut, kann durch geringe Veränderungen der Umweltbedingungen beeinflusst werden, so dass ein häufiger Wechsel der Bodenbedingungen stattfindet. Im Wald erwärmt die Sonne hauptsächlich den Kronenbereich, am Boden kommt wenig Wärme an, es bleibt beim nur oberflächlich auftauenden Permafrostboden. Auf waldfreien, gerodeten oder abgebrannten Flächen taut der Boden tiefer auf und sackt ein, durch nachfließendes Wasser wird die Strahlungsabsorption und Wärmespeicherung noch erhöht – es bildet sich ein See (Thermokarst, Alass). Auch der umgekehrte Vorgang kommt vor: Verlandet ein See, so isoliert die Vegetation den Boden. Dann fällt die sommerliche Erwärmung geringer aus, und der vordringende Permafrost verwandelt den See in einen aufgewölbten Hügel aus Bodeneis (Pingo, Bulgunnjacha).
Durch die geringe Versickerung und Verdunstung oder langanhaltenden Frost in größeren Tiefen kommt es zu Staunässe.
In den feuchteren ozeanischen Gebieten sind Podsole verbreitet. Unter diesen kalten, nassen und sauren Bedingungen werden abgestorbene Pflanzenreste von Tieren nur mäßig in den Mineralboden eingearbeitet und nur langsam von Bakterien und Pilzen zersetzt. Auf der Mineralbodenoberfläche bildet sich daher eine Rohhumusauflage. Freigesetzte organische Säuren dringen in den oberen Mineralboden ein, in dem oft pH-Werte von unter 4 entstehen. Nun wird Eisen und Aluminium mobil, das in tieferen Horizonten wieder angereichert wird. Außerdem bewegen sich organische Stoffe nach unten. Dieser Podsolierung genannte Prozess führt zur Bildung eines nährstoffarmen, sehr sauren, bleichen Oberbodens (Ae-Horizont), dem der dunkle, humusreiche Bh- und der intensiv gefärbte, eisenoxidreiche Bs-Horizont folgen, die ausgehärtet und wasserundurchlässig sein können. Nährstoffe werden nur langsam durch Mineralisation freigesetzt und sind schlecht für Pflanzen verfügbar. Bei den niedrigen pH-Werten des Mineralbodens und der Streuauflage sind vor allem H+- und Al3+-Ionen an die Ionenaustauscher gebunden. Die Bodenart ist sandig, die Wasserkapazität gering, und der Wurzelraum kann durch verhärtete Bodenhorizonte begrenzt sein.
Auf sehr basenreichen Ausgangsgesteinen unterbleibt die Podsolierung, trotzdem bildet sich eine nur mäßig zersetzte Streuauflage, die sich nur wenig mit dem Mineralboden vermischt. Den entstehenden Boden nennt man Cambisol.
An Stellen, wo Wasser schlecht abfließen kann oder wo das Grundwasser in geringer Tiefe unter der Geländeoberfläche ansteht, bildet sich aus abgestorbenen Pflanzenteilen Torf. Ab einer Dicke der Torfschicht von 30 Zentimetern spricht man von einem Moor. Bodenkundlich gehören Böden mit mindestens 40 bis 60 cm Torf zu den Histosolen.

## Pflanzen und Tiere
Die Biodiversität in der borealen Zone ist, verglichen mit südlicheren Ökosystemen, gering. Über weite Strecken dominieren einzelne Pflanzenarten das Bild, Nadelbäume aus der Familie der Kieferngewächse – in der gesamten borealen Zone im Wesentlichen nur zwanzig verschiedene Baumarten. Für Sträucher oder Stauden im Unterwuchs bleibt meist nur wenig an Licht und Nährstoffen übrig. Die ökologischen Beziehungen zwischen Organismen sind nicht sehr spezialisiert, pflanzenfressende Insekten nur mit wenigen Arten vertreten.

### Pflanzenwelt

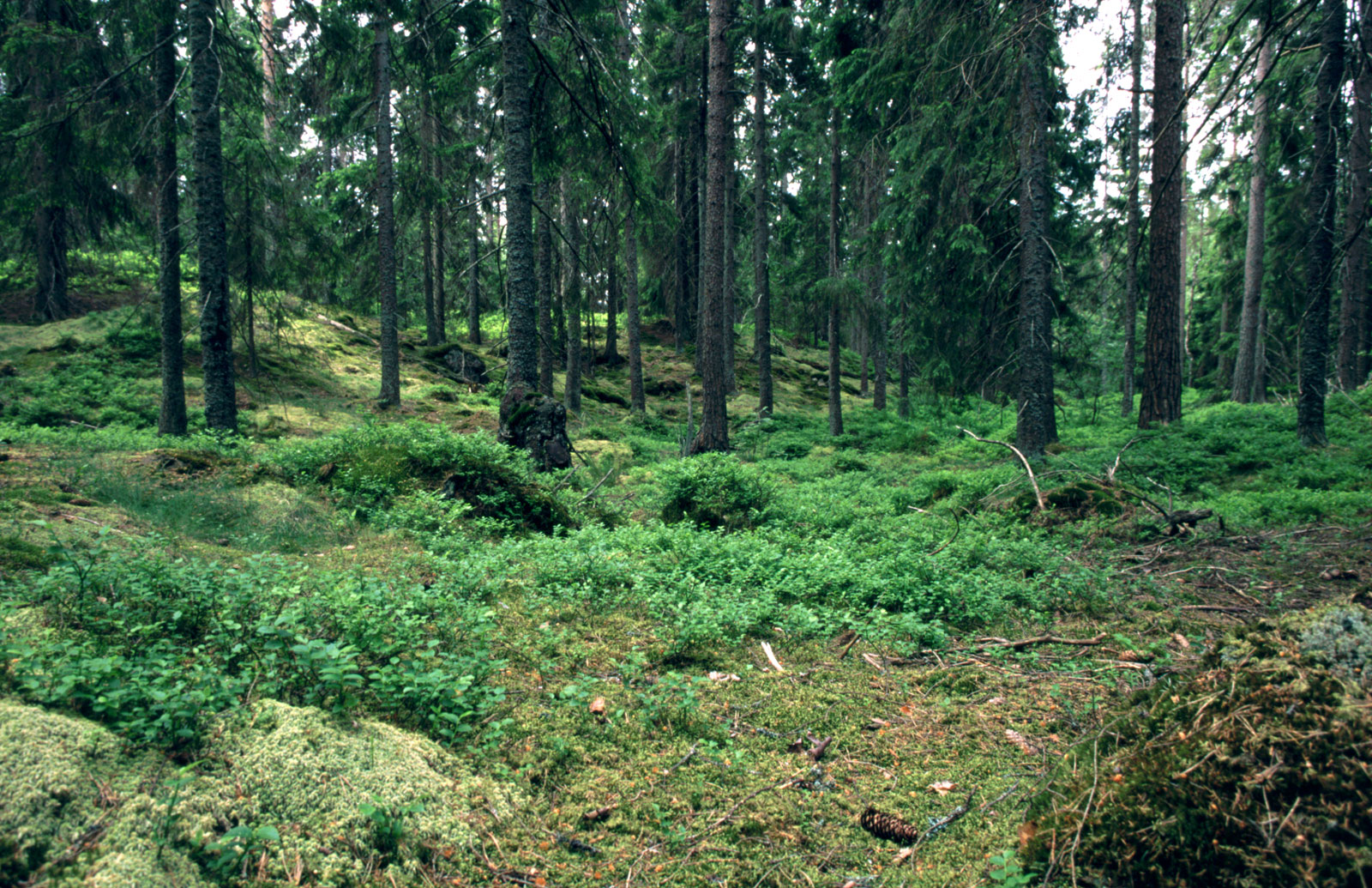
Nadelwald bei Ånnaboda, Schweden

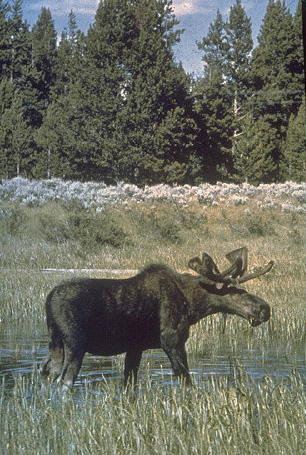
Elch in typisch borealer Landschaft mit Nadelwäldern und Sümpfen

Nadelwälder und Moore bestimmen die Flora. Nadelbäume aus den Gattungen Fichte, Tanne, Lärche und Kiefer bilden teils gemischte, häufig aber monodominante Bestände. Die Bäume sind windbestäubt und verbreiten ihre Samen meist durch den Wind. Die Bestände erreichen eine Höhe von etwa zwanzig Metern, die Bäume konkurrieren nicht so sehr um das Licht wie um die Nährstoffe im Boden. Der hohe Nährstoffbedarf der Laubbäume, um jedes Frühjahr neue Blätter zu bilden, wird auch als entscheidend für die Dominanz der Nadelbäume angesehen. Zudem können die Immergrünen die kurze Vegetationszeit besser ausnutzen. (In Asien wird die boreale Waldgrenze allerdings von der sommergrünen Dahurischen Lärche (Larix gmelinii) gebildet, die in Ostsibirien auf weiten Flächen dominiert.) In der Strauchschicht finden sich Laubgehölze, hauptsächlich Birken, Pappeln, Weiden und Erlen. Hier kommt auch häufiger Bestäubung und Samenverbreitung durch Tiere vor, etwa bei Mehlbeeren, Schneeball, Moltebeere, Schwedischem Hartriegel sowie den verschiedenen Zwergsträuchern aus der Familie der Heidekrautgewächse, etwa den Heidelbeeren. Dicht am Boden wachsen noch Moose und Flechten, sie sind in der Krautschicht häufiger als Gefäßpflanzen. Pilze sind in großer Menge vorhanden, alle Gehölze gehen eine Symbiose mit ihnen ein (Mykorrhiza).
Moore sind in der borealen Zone weit verbreitet, denn die Böden sind stark durch stehendes Wasser beeinflusst und organische Masse zersetzt sich nur langsam. Ihr Flächenanteil liegt im Mittel bei 20 bis 30 %, kann aber auch bis über 50 % steigen. Wälder mit anmoorigem Boden und waldfreie Moorflächen gehen fließend ineinander über. Die Moore sind von vielen offenen Wasserflächen durchsetzt, Moore und Gewässer sind meist nährstoffarm (oligotroph). Die Zuwachsraten der Torfschicht liegen unter einem Millimeter pro Jahr, im nördlichen Bereich werden sogar nur Werte von 0,2 Millimeter pro Jahr erreicht. Trotzdem ist durch die riesige Flächenausdehnung eine bedeutende Menge an Kohlenstoff in den borealen Mooren gespeichert.
Laubwälder sind in der borealen Zone nur an wenigen Stellen verbreitet. Einzelne Laubbäume wie Birken und Pappeln sind zwar überall in den Nadelwäldern vertreten, wirkliche Laubwälder bilden sich aber nur im stark ozeanisch geprägten Skandinavien und Kamtschatka, wo Birken die boreale Waldgrenze bilden. In Flussauen und an begünstigten Standorten können sie überall in der borealen Zone auftreten und bilden dann lichte, mit Hochstaudenfluren durchsetzte Wäldchen.
Die Verjüngung oder Veränderung der Ökosysteme erfolgt oft auf größeren Flächen im Gleichtakt: Ereignisse wie Waldbrände, Sturmschäden auf den flachgründig auftauenden Böden, Überschwemmungen oder Verlandung, Schäden durch Tiere erfassen die Wälder so häufig, dass die Bäume meist nicht ihr Höchstalter erreichen, sondern großflächig absterben und durch eine neue Generation ersetzt werden. Die kraut- und strauchreichen Sukzessionsflächen sind für viele Tier- und Pflanzenarten ein wichtiger Lebensraum. Besonders durch Waldbrände wird die angesammelte Streu mineralisiert und auf der nährstoffreichen, besonnten Asche wachsen Stauden und Laubgehölze.

### Tierwelt
Der Tierbestand ist sowohl von der Zahl der Arten wie auch der Individuen gering. Die herrschenden Nadelwälder und Moore bieten wenig Nahrung, etwas günstiger sind die sporadisch auftretenden Laubwälder und Sukzessionsflächen. Bekannte Tierarten, die ihre Verbreitung in der borealen Zone haben, sind Elch, Braunbär, Schneehase, Vielfraß, Luchs und verschiedene Marder. Aufgrund der ausgeprägten Winter haben alle Tiere entsprechende Anpassungen entwickelt: Viele Vögel ziehen nach Süden, Säugetiere und Insekten halten eine Winterruhe oder sind unter der schützenden Schneedecke aktiv. Reptilien und Amphibien fehlen weitgehend, ebenso wie größere Bodenlebewesen – tote organische Masse wird meist von Pilzen zersetzt.

## Landnutzung

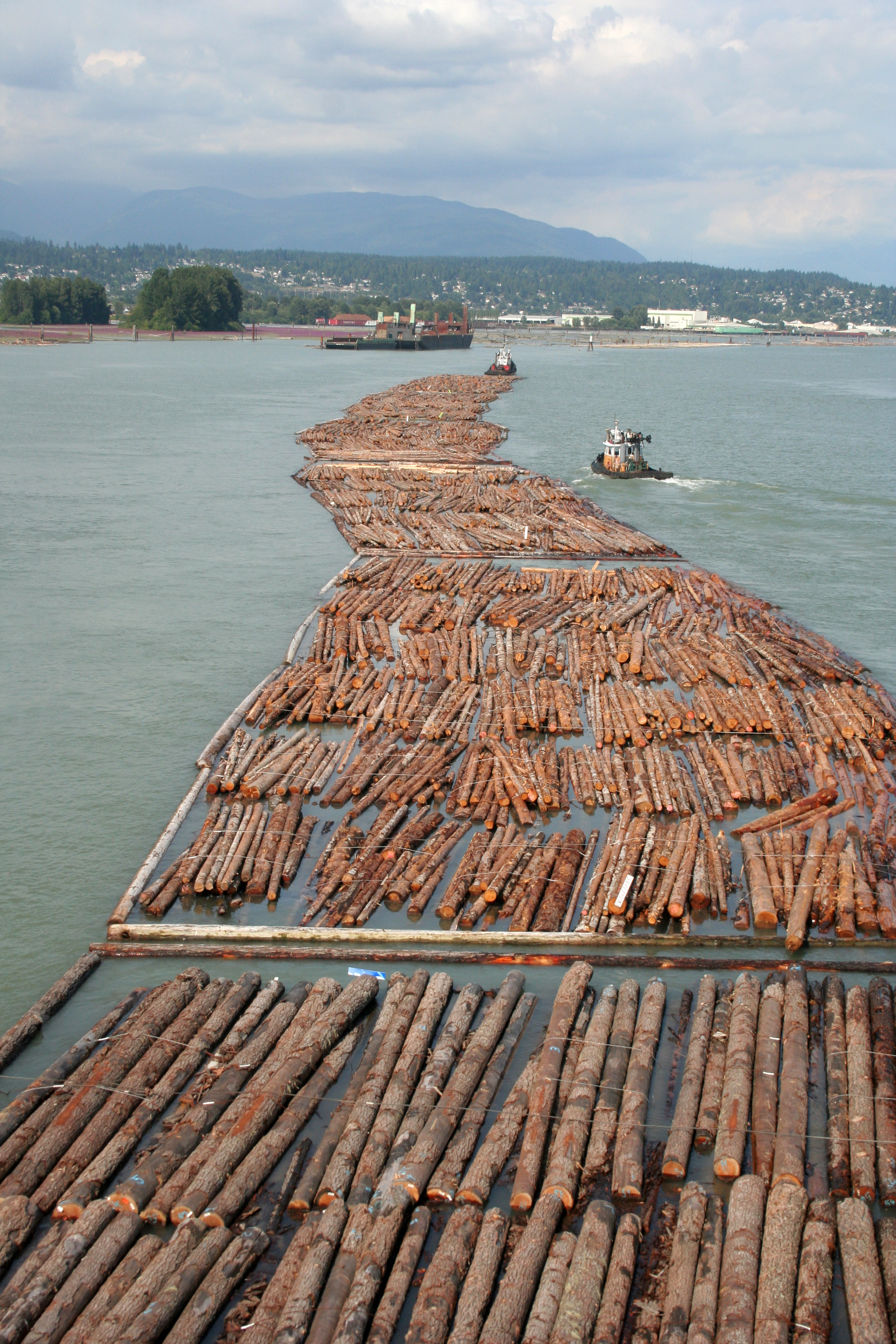
Holzfloß in Vancouver, Kanada

Trotz des Reichtums an Bodenschätzen ist die Nutzung dieser Zone aufgrund der unwirtlichen klimatischen Rahmenbedingungen begrenzt. Die Einwirkung durch den Menschen ist hier also (mit Ausnahme der Teersandgewinnung in Kanada und der erheblichen, großflächigen Verseuchung durch die Öl- und Gasförderung in Westsibirien) vergleichsweise gering. Die wichtigste (kommerzielle) Landnutzungsart sind der Holzeinschlag, daneben finden sich Harz- und Honiggewinnung, der Abbau von Torf und die traditionelle Pelztierjagd: In Sibirien vor allem Zobel, Silberfuchs und Eichhörnchen, in Kanada Kanadischer Biber, Bisamratte und verschiedene Marder.
Der Abbau von Bodenschätzen wird durch die schwierigen Transportbedingungen und den Permafrostboden erschwert. Die Anlage von Pipelines, Straßen, Siedlungen und Staudämmen zur Stromerzeugung belasten die Umgebung meist erheblich. Der Eintrag von Nährstoffen durch Winde wirkt sich auf die eigentlich nährstoffarmen Gewässer und Moore aus, die vormals klaren Seen trüben sich durch stärkeren Algenwuchs, Verlandung und Torfbildung laufen schneller ab. Da die sehr empfindlichen Flechten einen wichtigen Teil des Unterwuchses ausmachen, wirken sich industrielle Immissionen und Stoffeinträge aus Bergbaugebieten merklich auf die boreale Zone aus.
Etwa ein Drittel des Welt-Holzvorrates steht in den borealen Wäldern. Durch den Holzeinschlag werden etwa 90 % des weltweiten Bedarfs an Papier- und Schnittholz gedeckt. Die forstwirtschaftliche Ausbeute ist jedoch gering, da die Wuchsleistungen in dem kalten Klima niedrig sind. Bei der kommerziellen Holznutzung gibt es viele Probleme: Die Abgelegenheit und die Größe der Gebiete führt zu langen Transportwegen. Durch lichten Baumbestand gibt es nur eine geringe nutzbare Holzmasse pro Fläche. Durch tiefe Temperaturen und hohe Schneedecken im Winter ist die Holzqualität niedrig, da die Wuchshöhe sehr gering ist. Das Holz kann meistens nur für die Herstellung von Papier oder als Brennmaterial verwendet werden, und die Aufforstung oder natürliche Regeneration dauert hier relativ lange. Daher sind inzwischen durch großflächigen Kahlschlag und Torfabbau vielerorts Schäden entstanden. Während in Kanada und Alaska der Übergang zu einer geregelten Forstwirtschaft stattfindet, ist in Russland eine ungeregelter Entwaldung zu beobachten. In Fennoskandien ist die Situation unterschiedlich.
Bis auf die Pelztierjagd dienen alle traditionellen Subsistenzweisen der Menschen – Jagen, Fischfang, Wildbeeren sammeln – mehr oder weniger als selbstversorgerische Ergänzung zu den Geldeinkünften aus unselbstständigen Tätigkeiten.
In der russischen Republik Sacha ist die stationäre Viehhaltung (Rinder, Pferde) der Jakuten seit Jahrhunderten Tradition, in anderen borealen Gebieten der Erde wurde sie in geeigneten Gebieten (Flusstäler) – aber in geringem Umfang – durch europäischstämmige Siedler eingeführt. Fast alle indigenen Völker der nordischen Wälder lebten seit jeher als Jäger und Sammler. Im Gegensatz zu den nordamerikanischen Indianern der borealen Zone spielt bei den meisten Tundravölkern Nord-Eurasiens allerdings die halbnomadische Rentierhaltung eine meist vorrangige Rolle: Entweder zur Marktproduktion mit sehr großen Herden, die im Sommer in der Tundra grasen und im Winter in Waldtundra und Taiga (z. B. Samen, Nenzen, Jakuten, Ewenken); oder mit kleinen, nur subsistenzsichernd gehaltenen Herden der reinen Waldbewohner (z. B. Chanten und Mansen, Ewenen, Tsaatan-Tuwiner), die darüber hinaus vielfach auch noch jagen, fischen und sammeln. Die reine Waldform der Rentierwirtschaft dient vorwiegend der Milchgewinnung sowie für Reit- und Tragetiere. Durch den Einsatz moderner Transportmittel verliert sie zunehmend ihre Bedeutung.
Im Süden der borealen Wälder ist Ackerbau mit schnellreifenden Feldfrüchten (Sommergetreide, Kartoffeln, Gemüse) möglich, deren Erträge jedoch in den meisten Regionen auch nur zur Subsistenzsicherung ausreichen.